# Ambenay
Ambenay település Franciaországban, Eure megyében. Lakosainak száma 551 fő (2022. január 1.). Ambenay Les Baux-de-Breteuil, Bois-Arnault, Les Bottereaux, Neaufles-Auvergny, Rugles és Saint-Antonin-de-Sommaire községekkel határos.

## Népesség
A település népességének változása:
| Lakosok száma | 502  | 471  | 512  | 490  | 584  | 577  | 566  | 566  | 565  | 551  |
|               | 1968 | 1982 | 1990 | 2006 | 2013 | 2015 | 2017 | 2019 | 2020 | 2022 |